# Мостерин, Хесус
Хесу́с Мостери́н (исп. Jesús Mosterín; 1941, Бильбао — 2017, Барселона) — один из ведущих испанских философов и мыслителей широкого спектра, чьи изыскания часто затрагивают пересечение науки и философии.

## Биография
Хесус Мостерин родился в Бильбао в 1941 году. Учился в Испании, Германии и США. С 1983 года — профессор логики и философии науки в Барселонском университете, где основал факультет логики, философии и истории науки. С 1996 года — научный сотрудник (research professor) Национального научного совета Испании (CSIC). Научный сотрудник Центра философии науки в Питсбурге и член ряда международных академий. Сыграл ключевую роль в развитии математической логики, аналитической философии и философии науки в Испании и Латинской Америке. Помимо своих академических обязанностей, вносил весомый вклад в развитие международного издательского дела, особенно в компаниях Salvat и Hachette. Активно участвовал в защите дикой природы в СМИ.

## Логика
Мостерин получил начальное логическое образование в Институте математической логики и фундаментальных исследований в Мюнстере (Германия). Опубликовал первый современный учебник логики и теории множеств на испанском. Работал над предметом логики первого и второго порядка, аксиоматической теории множеств, теории вычислимости и сложности. Продемонстрировал, как единообразная дигитализация каждого типа символических объектов (таких, как хромосомы, тексты, изображения, фильмы или музыкальные фрагменты) может рассматриваться в качестве определённой позиционной системы счисления. Этот результат придаёт точное значение представлению о том, что множество натуральных чисел составляет универсальную библиотеку и даже универсальную базу данных. Отредактировал первое издание полного собрания сочинений Курта Гёделя на всех языках. Вместе с Томасом Бонком редактировал одну из неопубликованных книг Рудольфа Карнапа по аксиоматике на немецком. Также изучал исторические и биографические аспекты развития современной логики; его работа над биографиями Готлоба Фреге, Георга Кантора, Бертрана Рассела, Джона фон Неймана, Курта Гёделя и Алана Тьюринга, включает формальный анализ их основного технического вклада.

## Философия науки

### Основные понятия и теории в науке

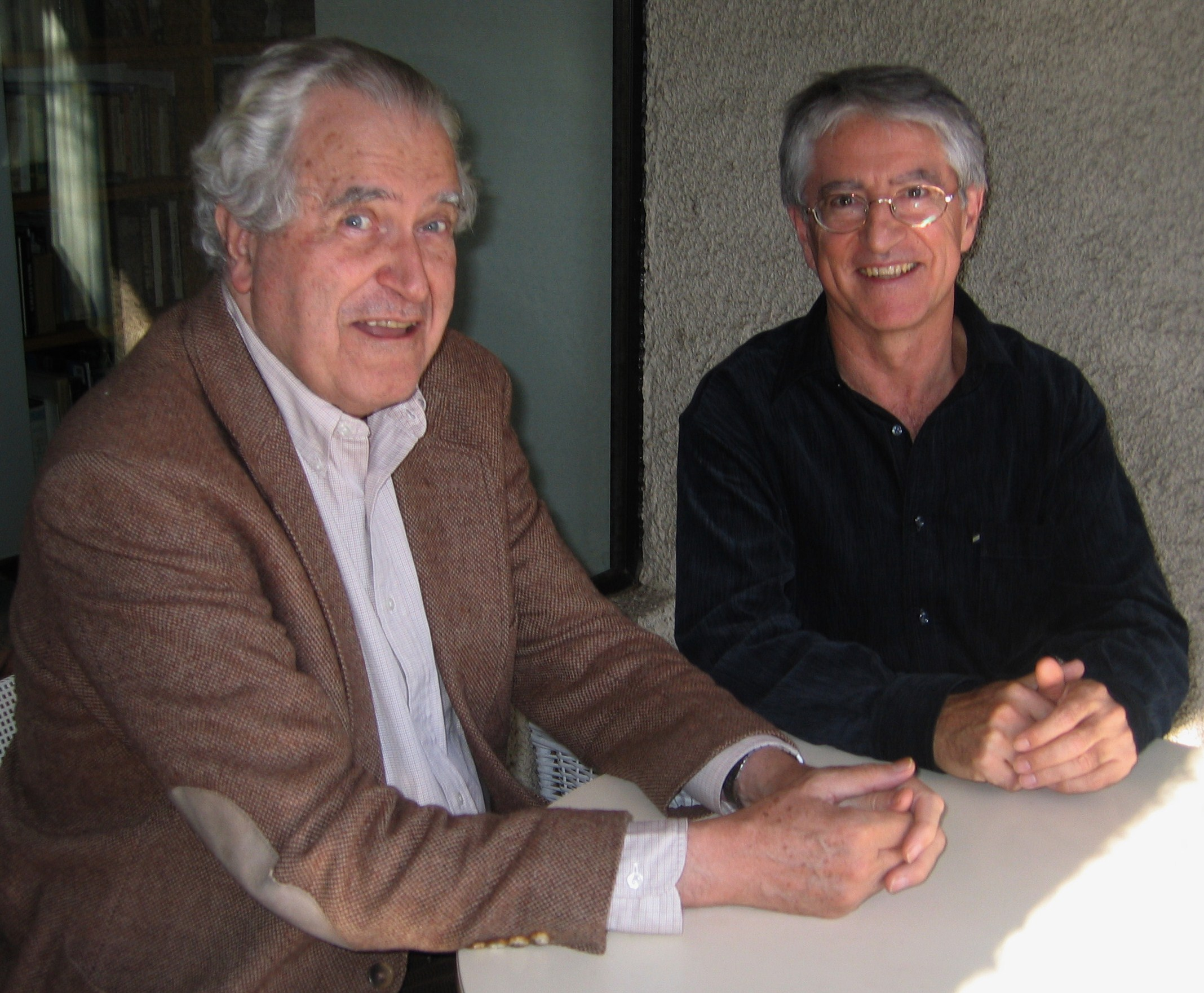
Роберто Торретти и Хесус Мостерин. Сантьяго (Чили), 2004 год

Карл Поппер пытался установить критерии демаркации между наукой и метафизикой, но изменения в развитии теоретической физики способствовали возврату к неопределённости в этом предмете. Мостерин снова рассматривает вопрос достоверности теорий и утверждений. Он разграничивает стандартное ядро научной дисциплины, которое на данный момент времени включает относительно надёжные и подкреплённые опытным путём идеи, и облако окружающих его гипотетических предположений. Часть теоретического прогресса состоит во включении новых проверенных гипотез из облака в ядро. В этой связи Мостерин проанализировал такие эпистемологические понятия, как наблюдение и обнаружение. Наблюдение, но не обнаружение, сопровождается осознанием. Обнаружение всегда использует технологические инструменты, тогда как наблюдения лишь изредка (как, например, очки для улучшения зрения). Сигналы, полученные детекторами, должны быть преобразованы в типы энергии, доступные для человеческого восприятия. Следуя по пути, открытому Патриком Суппесом, Мостерин обращает внимание на структуру метрических понятий, в связи с их незаменимой посреднической функцией на стыке теории и наблюдения, где обоснованность подвергается испытанию. Он также внёс вклад в изучение математического моделирования и пределов аксиоматического метода в характеристике структуры реальности. Реальный мир чрезвычайно сложен, и иногда лучшее, что мы можем сделать — это применить метод теоретической науки: выбрать из теоретико-множественной вселенной такую математическую структуру, которая обладала бы формальным сходством с интересующей нас ситуацией, и использовать её в качестве модели для данного фрагмента мира. Вместе с Роберто Торретти Мостерин написал уникальный всеобъемлющий энциклопедический Словарь логики и философии науки.

### Философия биологии
В дополнение к активному участию в дискуссиях о теории эволюции и генетике, Мостерин также поднимает вопросы определения самой жизни и онтологии биологических организмов и видов. Следуя по стопам Аристотеля и Шрёдингера, он спрашивает: что есть жизнь? Проанализировав главные предлагаемые определения, за основу которых взят метаболизм, размножение, термодинамика, сложность и эволюция, он нашёл их все недостаточными. Верно, что все живое на Земле имеет много общих характеристик, от кодирования генетической информации в ДНК до хранения энергии в АТФ, но эти общие черты лишь отражают наследство общего предка, который, возможно, приобрел их случайным образом. С этой точки зрения, биология человека — скорее лишь наука о жизни на Земле, но не универсальная наука о жизни в целом. Такая универсальная биология не будет возможной до тех пор, пока нет возможности обнаруживать и изучать альтернативные формы жизни в галактике, если исходить из того, что они существуют. Касательно онтологических тезисов об индивидуальности биологических видов Майкла Гизелина и Дэвида Халла, Мостерин доказывает, что они не являются ни классами, ни индивидуумами в общепринятом значении этих слов, и стремится расширить и сделать более чёткими концептуальные границы проблемы. В частности, он показывает формальную эквивалентность теоретико-множественного и мереологического (партикулярного) подходов, так что всё, что может быть сказано о классах объектов может быть переведено на индивидуальный язык и наоборот.

### Философия космологии
Роль научной картины мира в построении рационального мировоззрения всегда была объектом интереса Хесуса Мостерина. Он уделил особое внимание эпистемологическому анализу космологических теорий и достоверности их утверждений. Вместе с Джоном Эрманом он осуществил тщательный критический обзор парадигмы космической инфляции. Эрман и Мостерин пришли к выводу, что несмотря на большое распространение инфляционной парадигмы, и тот факт, что она не противоречит каким-либо известным результатам, нет достаточных оснований для принятия её за основу модели большого взрыва. Мостерин также рассмотрел роль гипотез в космологии. В частности, он демонстрирует многочисленные недоразумения, лежащие в основе так называемого антропного принципа и использовании антропных толкований в космологии. Мостерин заключает, что «в своей слабой версии антропный принцип — лишь тавтология, которая не позволяет нам объяснить что-либо или предсказывать что-либо, чего мы ещё не знаем. В сильной версии — необоснованное предположение». Также учёный указывает на недостатки «антропных» выводов из предположения о бесконечности миров о существовании мира, идентичного нашему:
Предположение, что бесконечность объектов, характеризуемых определёнными числами или свойствами, подразумевает существование среди них объектов с произвольной комбинацией этих чисел и свойств [...] ошибочно. Бесконечность не означает, что какая-либо последовательность существует или повторяется. [...] Предположение, что все возможные миры реализованы в бесконечной Вселенной равносильно утверждению, что любое бесконечное множество чисел, содержит все числа (или, по крайней мере, все числа Гёделя определяющих последовательностей), что очевидно неверно.

## Практическая философия

### Теория рациональности
Кант отделяет теоретический разум от практического. Хесус Мостерин проводит параллельное различение теоретической и практической рациональности, хотя, по его словам, разум и рациональность — не одно и то же. Разум — психологическая способность, тогда как рациональность — стратегия оптимизации. Люди не рациональны по определению, но они могут рассуждать и вести себя рационально или не рационально, в зависимости от того, используют ли они прямо или косвенно стратегию теоретической или практической рациональности для решений, которые они принимают и действий, которые они выполняют. Теоретическая рациональность — стратегия, служащая максимальному охвату и точности представлений человека о реальности. Она содержит формальный компонент, который сводится к логической связности, и материальный компонент, заключающийся в эмпирическом обосновании, использующем врожденные механизмы обнаружения и интерпретации сигналов. Мостерин различает непреднамеренное и имплицитное убеждение с одной стороны, и осознанное, явное принятие — с другой, и именно последнее относит к области применения теоретической рациональности. Практическая рациональность — стратегия, служащая достижению наилучшего существования индивидуума, максимально возможных реализации его наиболее важных целей и удовлетворения предпочтений. Формальный компонент практической рациональности сводится к байесовской оценке решения, а материальная составляющая базируется на природе человека (и, наконец, его геноме). Таким образом, практическая рациональность определяет теоретическую, а не наоборот. В любом случае, все рациональные доказательства рассматриваются в качестве предварительных и могут быть подвергнуты пересмотру.

### Этика и права животных

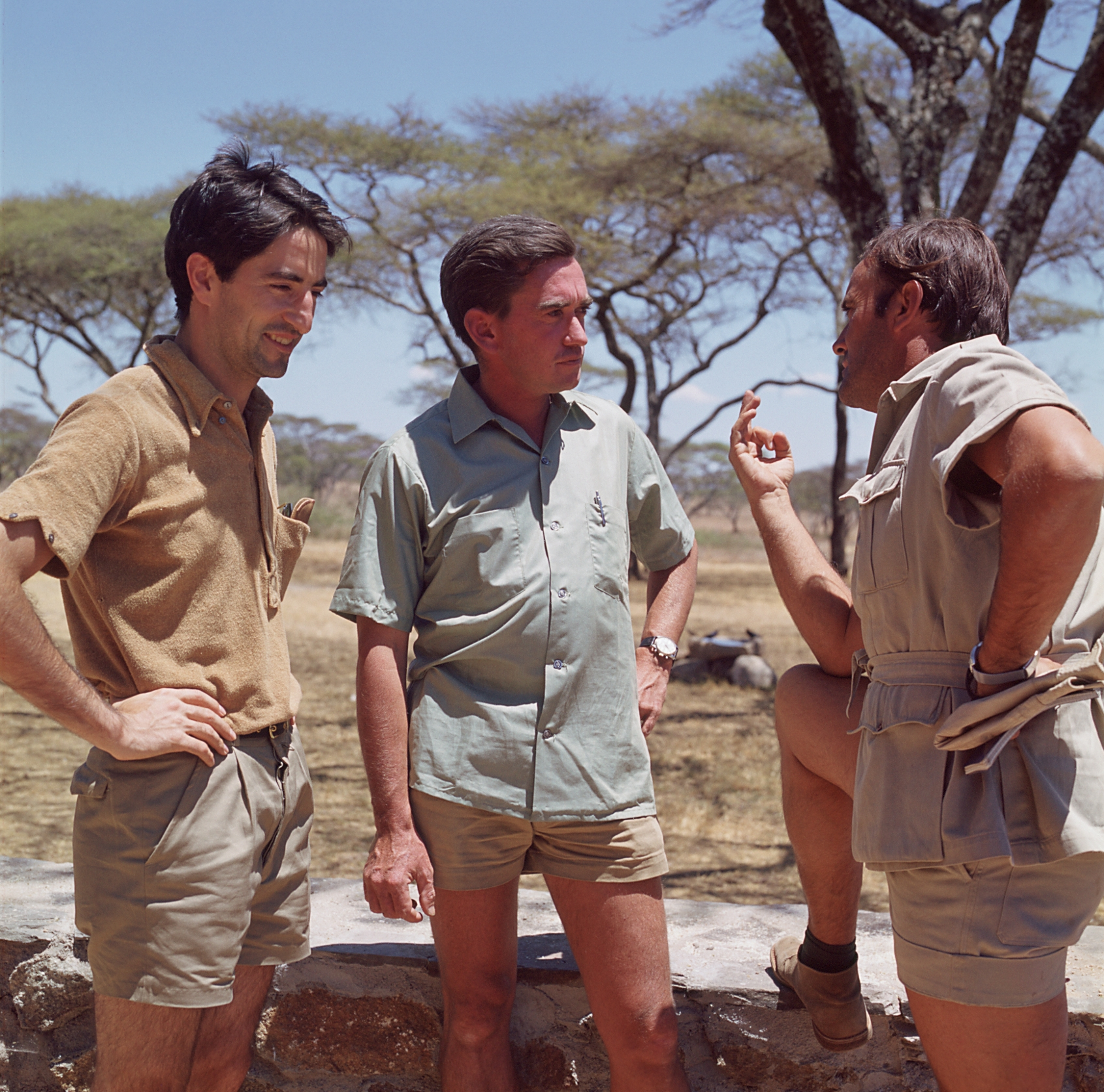
Хесус Мостерин, Хьюго ван Лавик и Феликс Родригес Де Ла Фуэнте. Африка, 1969 год

Ещё в начале карьеры интерес к дикой природе привел Мостерина к сотрудничеству с известным испанским натуралистом и документалистом Феликсом Родригесом Де Ла Фуэнте в деле пропаганды знания и уважения дикой природы и особенно диких животных в Испании, а затем и в мире в целом, которое завершилось изданием энциклопедии Фауна. Мостерин неоднократно выступал с решительной публичной позицией против корриды и прочих форм жестокого обращения с животными. Как почётный президент Great Ape Project в Испании, сотрудничал с Питером Сингером в борьбе за права приматов. Мостерин не принимает существование естественных прав, внутренних или метафизических (как для людей, так и для животных), но полагает, что политически организованное общество может создавать права с помощью законодательных государственных органов, что иногда необходимо для предотвращения неоправданных страданий. Вслед за Юмом и Дарвином, и принимая во внимание изыскания Джакомо Риццолатти, Мостерин полагает, что врождённая человеческая способность к состраданию, подпитываемая знанием и сочувствием, является более прочной основой для морального уважения животных, чем просто неподдающиеся проверке предположения о естественных правах.

### Политическая философия
Современная либеральная демократия представляет собой компромисс между идеалами свободы и демократии. Мостерин подчёркивает их различия: свобода сводится к тому, что хочет сам человек, демократия — к тому, что хотят от него другие (большинство). Отвергая как спорное метафизическое понятие свободной воли, он фокусируется на политической свободе, отсутствии принуждения или вмешательства со стороны других в личные решения. Из-за тенденции к насилию и агрессии, которые иногда таятся в природе человека, требуются некоторые ограничения свободы личности, необходимые для мирной и плодотворной социальной жизни, но чем таких ограничений меньше, тем лучше. В частности, нет никаких рациональных оснований для сокращения культурных свобод (языка, религий, передвижения) во имя народа, церкви или партии. С этой точки зрения, по мнению Мостерина, интернет предоставляется намного более привлекательной моделью, чем устаревшие государства-нации или националистические движения. Мостерин полагает, что государство-нация является несовместимым со всесторонним развитием свободы, чьё процветание требует реорганизации мировой политической системы по линии космополитизма. Он предлагает мир без государств-наций, территориально основанный на небольших автономных, но не суверенных кантонах, без препятствий свободному передвижению людей, идей и товаров, дополненных контролем сильных международных организаций и глобальной системой правосудия, обеспечивающей соблюдение прав человека.

## Антропология

### Природа человека
XXI век стал свидетелем возрождения идеи человеческой природы, среди создателей которой мыслители Эдвард Уилсон, Стивен Пинкер и Хесус Мостерин. Расшифровка генома человека, исследования функции генов и регуляторных последовательностей, а также достижения в области сканирования мозга представили в новом свете смысл классического понятия природы человека, снова сделав его центром антропологической мысли. По Мостерину, природа вида Homo Sapiens — это информация, передающаяся генетически и присутствующая в геноме человека (генофонде). Индивидуальность характера заключена в собственном геноме человека и имеет слоистую структуру, повторяющую (до определённой степени) эволюционную историю человечества. Старейшие и глубокие слои отвечают за жизненно важные функции, общие для всех живых существ на Земле, последующие слои отражают более поздние функции, новейшие слои предназначены для самых последних приобретений человеческого рода, таких, как прямохождение, язык и другие абстрактные или рекурсивные когнитивные процессы. Мостерин занимался разработкой методов и критериев разграничения природных и культурных аспектов человеческих навыков и поведения и изучает основы теоретической антропологии. Он также принимал участие в обсуждениях спорных вопросов биоэтики, включающих исследования эмбриональных стволовых клеток, контроль рождаемости, аборты и эвтаназию, всегда с научной точки зрения и в пользу свобод человека.

### Культура человека
Опираясь на широкое понимание культуры, основанное на культурной антропологии, археологии и биологии, Мостерин разрабатывал новое философское понимание культуры, объясняющее, что такое культура и как она изменяется с течением времени. Природа человека и культура человека являются по сути информацией, но отличаются по способу передачи: природные данные передаются генетически, будучи закодированными в геноме, культура передается через социальное обучение и кодируется в сознании. Только индивидуумы имеют сознание, и только у них есть культура. Понятие коллективной культуры подразумевает статистический артефакт множественности отдельных культур. Совокупность элементарных единиц культуры (также известных как мемы, культурные особенности или культурные различия) зашифрованных в нейронных цепочках долговременной памяти индивидуума составляют культуру его личности в данный момент времени. Понятие коллективной культуры (или культуры группы, племени или нации) используется по-разному в различных контекстах в повседневном и научном языках. В соответствии с этим, автор дает несколько определений понятия коллективная культура, начиная от культурного наследия (единение культур всех представителей группы) до unanimous culture (пересечение всех этих культур). В 2009 году Мостерин завершил тщательный анализ движущих сил, формирующих изменения культуры, в котором уделил особое внимание влиянию интернету и другим факторам информационных технологий. По мнению автора, сохранение свободы и эффективности интернета имеет решающее значение для будущего расцвета человеческой культуры.

## История философии
Будучи поклонником свежести и ясности Истории западной философии Бертрана Рассела, предисловие к которой он написал, а также критиком некоторых её недостатков, Мостерин предпринимает амбициозный план самостоятельно изложить всеобщую историю мышления, не только Запада, но и Азии и даже архаики. Серия трудов Historia del Pensamiento охватывает основные интеллектуальные традиции междисциплинарного подхода, одновременно представляя современное развитие философии, науки и идеологии. Его анализ критичен, но скрупулёзен и точен. Разбирая собственные аргументы, он, не колеблясь, демонстрирует их слабые стороны.
Некоторые из книг серии посвящены, например, Аристотелю, евреям и философии Индии. Аристотель представлен не только как философ

, но и как плодотворный учёный, основатель нескольких дисциплин, особый акцент сделан на его языковых исследованиях и интересе к животным. Автор уделяет не слишком много внимания еврейскому мифу, но демонстрирует явную симпатию к великим еврейским мыслителям, среди которых Маймонид, Спиноза и Эйнштейн. Индийский том, затрагивающий также лингвистику и математику, содержит краткий обзор основных философских школ, начиная с упанишад, разделов джайнизма и буддизма, до адвайта-веданты Шанкары, которая, очевидно, особенно привлекает автора. Том о христианах — самый объёмный труд серии. Иисус представлен типичным евреем. Большинство изначальных христианских идей исходят от Павла, а не от Иисуса. После принятия Константином одной из версий христианства, теологические дискуссии, такие как спор о Троице, были разрешены силой. В книге рассматривается интеллектуальный вклад выдающихся христианских мыслителей (например, Аврелия Августина, Фомы Аквинского и Мартина Лютера), а также такие важнейшие исторические процессы как крестовые походы, университеты, реформация и контрреформация. Меньше внимания уделяется двум последним векам, Мостерин полагает, что в этот период христианство практически полностью отстраняется от новых тенденций в науке и философии, а сами идеи христианства утрачивают актуальность и значимость.